# Conversão de Madalena
Conversão de Madalena é uma pintura da artista italiana barroca Artemisia Gentileschi. Localiza-seno Palácio Pitti, em Florença.